# Ян Сицзун
Ян Сицзун (кит. упр. 杨析综, пиньинь Yáng Xīzōng; 27 сентября 1928 года, уезд Даи провинции Сычуань — 21 июля 2007 года, Чэнду, Сычуань) — партийный и государственный деятель КНР, губернатор Сычуани (1982—1985), секретарь организации КПК провинции Хэнань (1985—1990), член ЦК КПК 13-го созыва.

## Биография и карьера
Родился в уезде Даи провинции Сычуань (с 1983 года — в юрисдикции столицы провинции, города Чэнду). Племянник Ян Цзинтана (впоследствии — военный и государственный деятель КНР, известный под именем Ян Дэчжи).
В 1940-годах, при получения высшего образования в Сычуаньском университете, примкнул к революционным действиям КПК. Официально стал членом коммунистической партии уже после основания КНР, в сентябре 1952 года.
В 1963 году был поставлен во главе городского уезда Гуанхань, а в 1966 возглавил и уездную парторганизацию Гуанханя.
Был репрессирован в ходе «культурной революции», но реабилитирован в 1973 году, после чего был назначен главой исполнительной и партийной власти уезда Пи. В мае 1979 года стал партийным руководителем Вэньцзяна.
В январе 1982 года был назначен зам. секретаря региональной организации КПК провинции Сычуань, а в апреле 1983 — губернатором этой провинции. В мае 1985 переведен с повышением на пост партийного руководителя провинции Хэнань и занимал его до 1990 года.
Был членом ЦК КПК 13-го созыва (1987—1992). После окончания каденции был избран председателем Сычуаньского собрания народных представителей. Ушёл в отставку в ноябре 1999 года.
Умер в Чэнду 21 июля 2007 года.